# Utopins röster
Utopins röster – Historien om den röda människan är en serie dokumentärromaner av den vitryska, ryskspråkiga författaren Svetlana Aleksijevitj. Aleksijevitj arbetade med serien i över trettio år, vilket resulterade i fem böcker.

## Böckerna i serien
1. Kriget har inget kvinnligt ansikte (1985, färdigställd 1983)
2. De sista vittnena (1985)
3. Zinkpojkar (1989)
4. Bön för Tjernobyl (1997)
5. Tiden second hand (2013)